# Afromarengo
Afromarengo là một chi nhện trong họ Salticidae.